# La Matapédia
La Matapédia es un municipio regional de condado (MRC) ubicado el este de Canadá en la región de Bas-Saint-Laurent en Quebec, en la entrada de la península de la Gaspesia. Su nombre proviene del valle de la Matapédia, que conforma la totalidad de su territorio. Este valle toma asimismo su nombre, del río Matapédia y del lago homónimo. Está compuesto 25 municipalidades, cuya ciudad capital es Amqui. Otras localidades importantes son Causapscal, Sayabec y Lac-au-Saumon.

## Toponimia
La Matapédia toma su denominación del valle de la Matapédia que compone el conjunto de su territorio. El nombre del valle, es una referencia del río homónimo que la surca. Las grafías de «Matapedia» y «Patapédia» también han sido utilizadas en el pasado. Matapédia se deriva de la palabra en lengua micmac matapegiag que significa «unión de ríos».

## Geografía

### Topografía

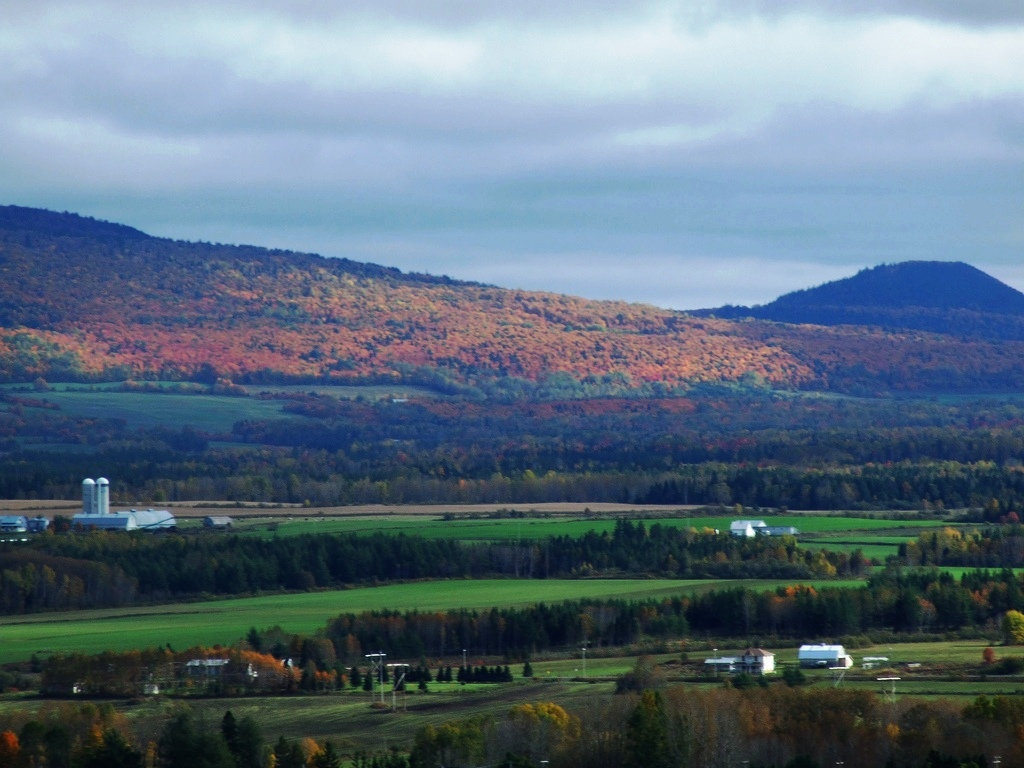
Montes Chic-Chocs en Sayabec

El territorio de La Matapédia cubre una superficie de 5 376 km². Se caracteriza por ser parte de un ancho valle, el valle de la Matapédia, que se extiende perpendicularmente al río San Lorenzo, en torno al lago del mismo nombre, desde Sainte-Angèle-de-Mérici hasta la bahía Chaleur. Entre los elementos más destacados de su paisaje, tenemos: la depresión del lago Matapédia, las altas colinas que rodean al río Matapédia, los montes Notre-Dame, la meseta del río Causapscal, y las lomas y bajas colinas del río Humqui.

### Hidrografía

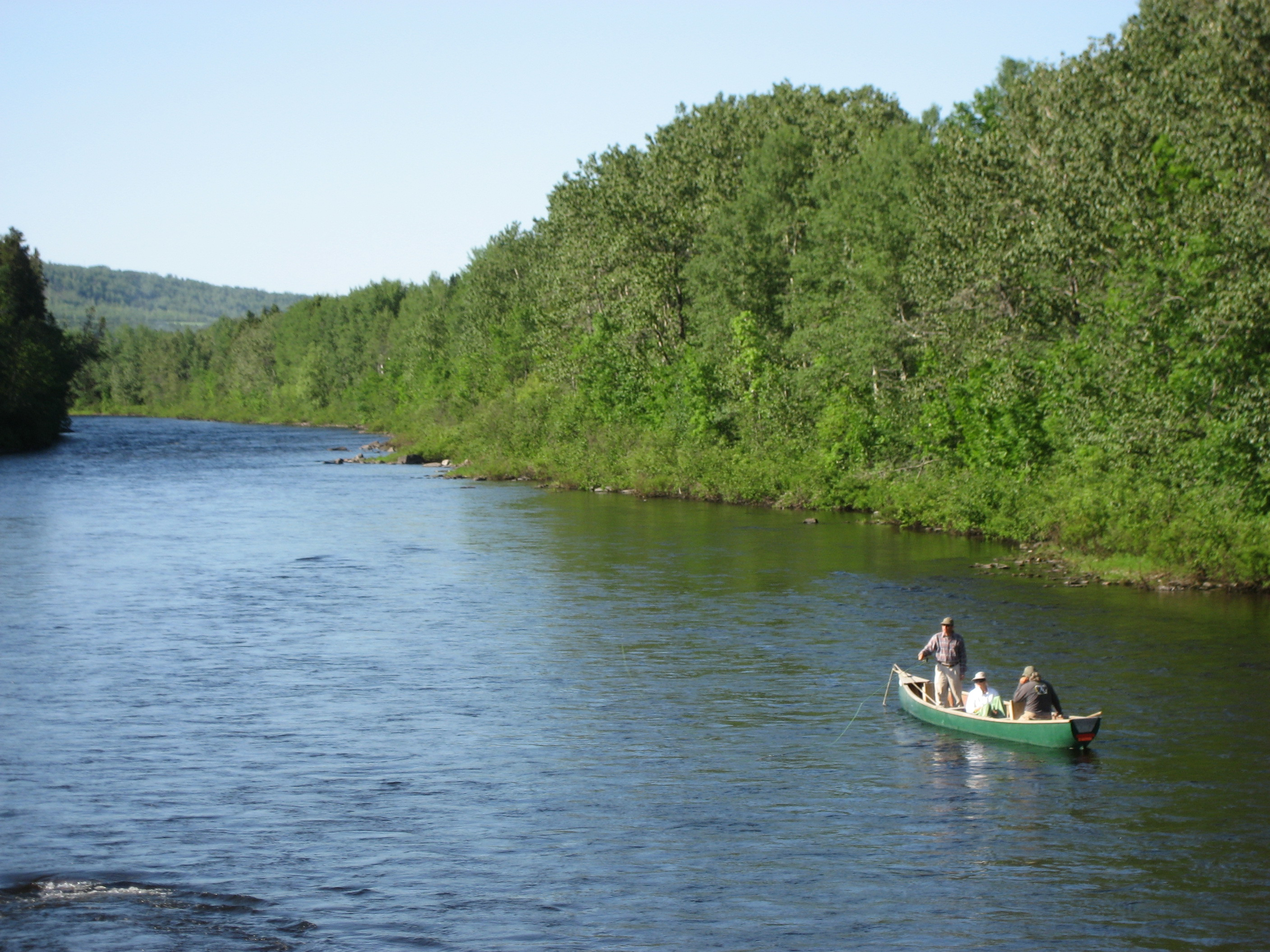
Pescadores en canoa sobre el río Matapédia

El territorio de La Matapédia es drenado principalmente por el río Matapédia. Su cuenca hidrográfica realmente cubre un área de más de 3 900 km². Las demás cuencas, mucho más pequeñas, drenan la sección noroeste del territorio hasta el río San Lorenzo a través de ríos Mitis (1 812 km²) y Matane (1 692 km²).
El río Matapédia es el más largo de la península de la Gaspesia. Es conocido, como varios ríos de La Matapédia, como el Patapédia y el Causapscal para la pesca del salmón. De hecho, entre 3 000 y 5 000 salmones remontan el río Matapédia cada año, además, existen cerca de 138 pozas en el camino. El territorio está salpicado de más de 200 lagos de diversas dimensiones, siendo el más importante el Matapédia, de forma más o menos rectangular, con sus 36,8 km² se extiende sobre una longitud de 18 km entre Sayabec y Amqui.

## Cantones de La Matapédia

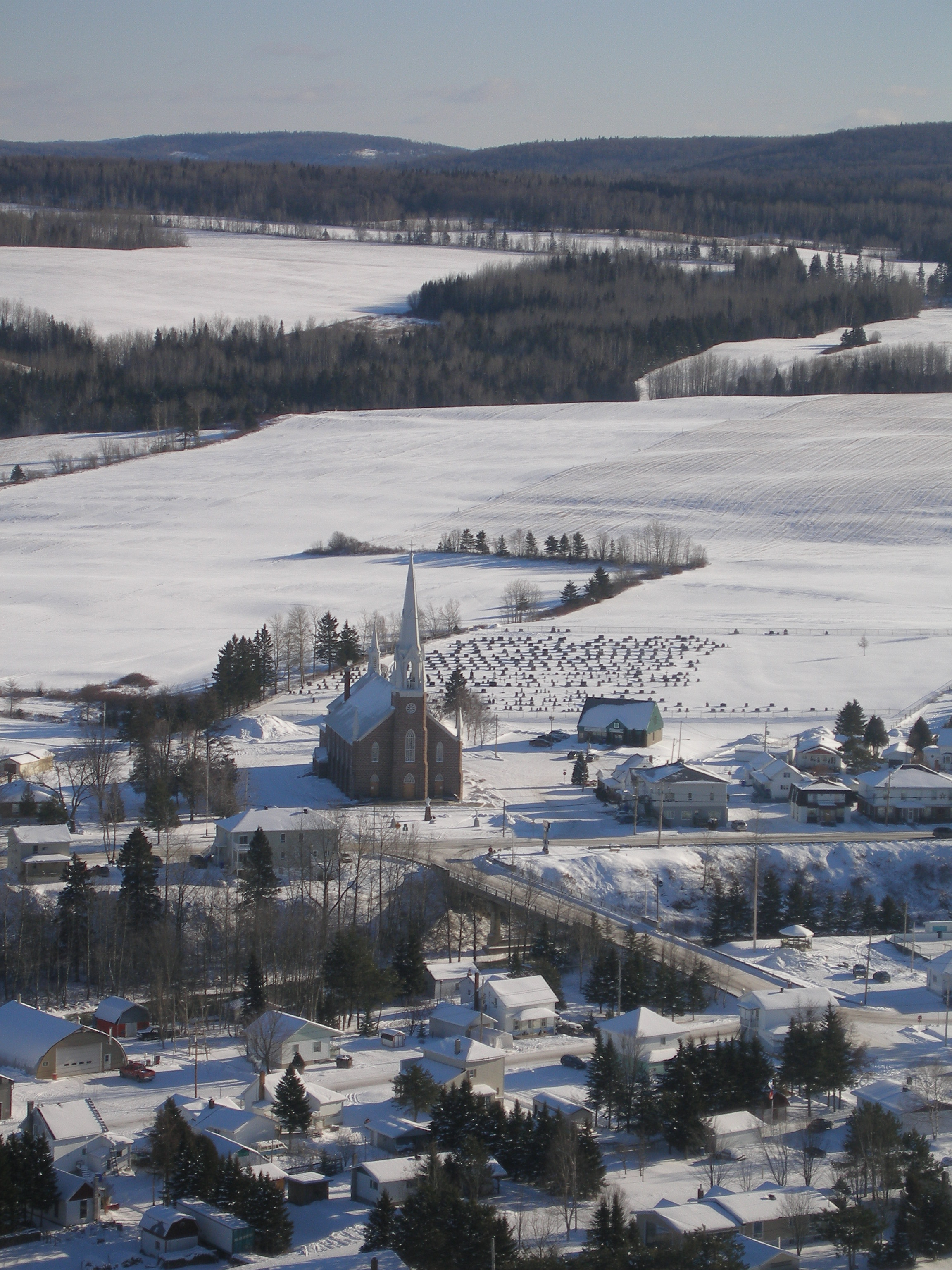
Saint-Léon-le-Grand en invierno

Los cantones de Quebec fueron un modo histórico de división de la tierra del sistema catastral en la época del dominio británico. La Matapédia tiene 22 cantones, cuyos nombres originales todavía se siguen usando en la actualidad:
- Assemetquagan
- Awantjish
- Blais
- Boutet
- Cabot
- Casault
- Casupscull
- Catalogne
- Clarke
- Dunière
- Gravier
- Humqui
- Jetté
- La Grange
- La Vérendrye
- Langis
- Lepage
- MacNider
- Matalik
- Milnikek
- Nemtayé
- Pinault

## Demografía
La Matapédia cuenta con una población de poco más de 18 000 habitantes, repartidos de forma sumamente desigual por el territorio rural. El municipio regional del condado de La Matapédia tiene 18 municipios locales y 7 territorios no organizados.
Población de La Matapédia (1951-2006)

## Economía

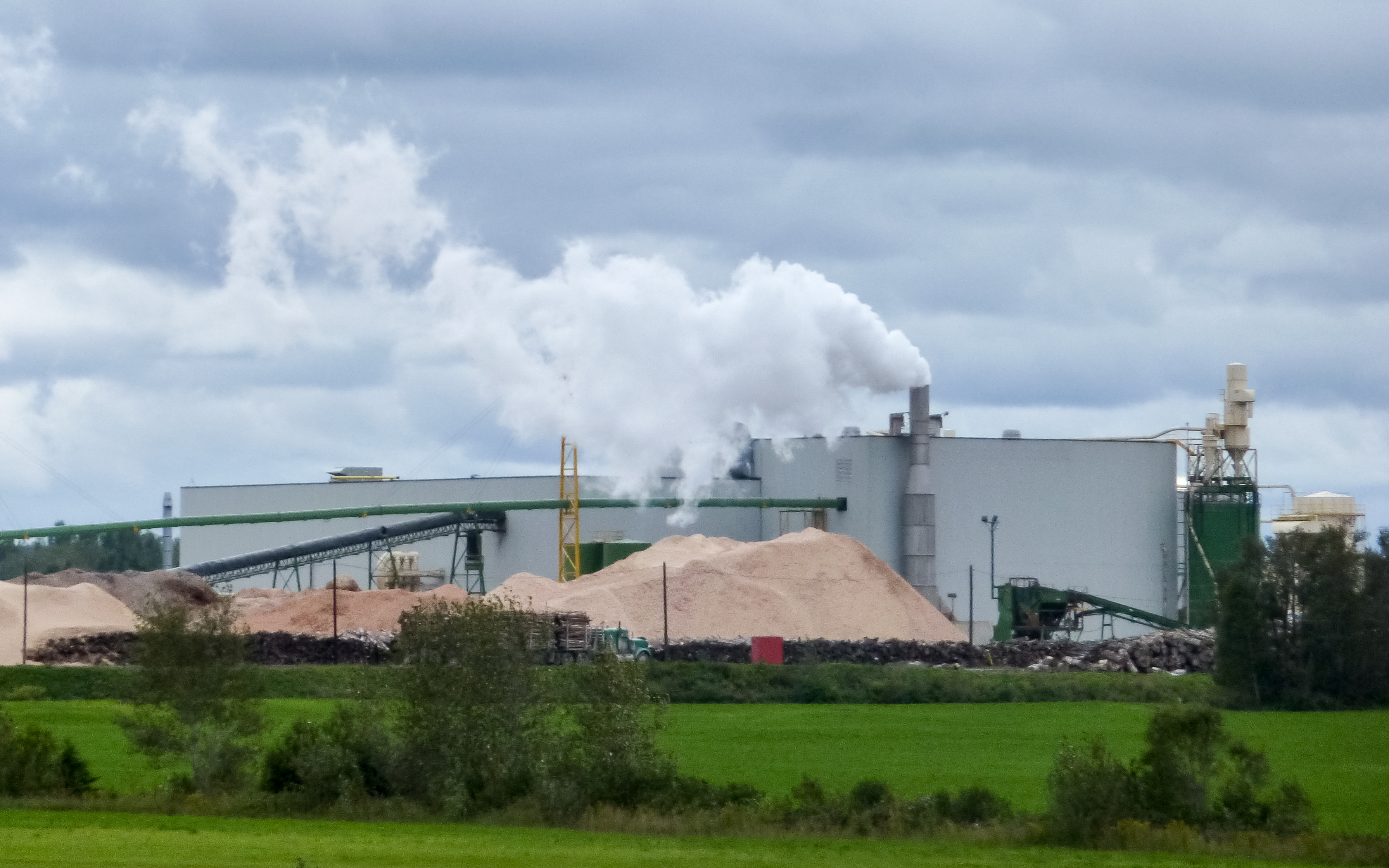
Panval, la mayor planta de La Matapédia, situada en Sayabec.

En 2005, la tasa de empleo se encontraba en 43,5 %, y el desempleo se situó en el 20,2%. El 61% de los adultos en el municipio regional son cíclicamente receptores del seguro de empleo (durante un lapso de más de 10 años).
| Actividad económica                     | Porcentaje (2005) |
| --------------------------------------- | ----------------- |
| Agricultura, silvicultura, pesca y caza | 13,7 %            |
| Fabricación                             | 15,7 %            |
| Comercio al detalle                     | 11 %              |
| Atención de salud y asistencia social   | 11,5 %            |
| Servicios Educativos                    | 6,2 %             |
| Alojamiento y servicios de Alimentación | 5,9 %             |
| Otros sectores                          | 36 %              |

## Sociedad

### Educación

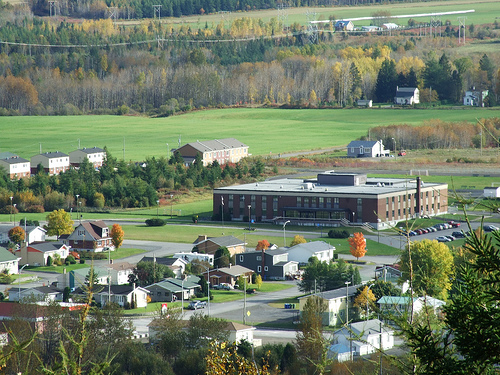
Escuela polivalente de Sayabec.

Las escuelas de las diferentes municipalidades de La Matapédia forman parte de la «Commission Scolaire des Monts-et-Marées» (CSMM) que comprende también las escuelas de La Matanie, desde la fusión de las dos antiguas comisiones escolares. Todas estas escuelas pertenecen al Ministerio de Educación de Quebec, pues no existe ninguna institución educativa privada en todo el territorio de La Matapédia. Hay en total nueve escuelas de nivel primario en ocho municipios.
Asimismo, solo hay tres escuelas secundarias presentes en La Matapédia: en Amqui, Causapscal y Sayabec. Sin embargo, solo Armand-Saint-Onge de Amqui ofrece el quinto nivel de secundaria en todo el territorio de La Matapédia, siendo la más grande escuela de este municipio regional, con más de 900 estudiantes. Por otra parte, La Matapédia posee centros de formación profesional en Amqui y Causapscal. En el «Centre matapédien d'études collégiale» (CMÉC) de Amqui, que reemplaza al Cégep de Rimouski, se imparte educación de nivel técnico superior.
| Escuelas primarias   |                                        |     |
| Amqui                | Caron                                  | 218 |
| Amqui                | Sainte-Ursule                          | 228 |
| Causapscal           | Saint-Rosaire                          | 186 |
| Lac-au-Saumon        | Lac-au-Saumon                          | 111 |
| Saint-Damase         | Saint-Damase                           | 34  |
| Saint-Léon-le-Grand  | Saint-Léon-le-Grand                    | 69  |
| Saint-Moïse          | St-Rachel-Fournier                     | 33  |
| Saint-Noël           | La Volière                             | 33  |
| Saint-Tharcisius     | Saint-Tharcisius                       | 38  |
| Saint-Vianney        | Saint-Vianney                          | 10  |
| Sayabec              | Sainte-Marie                           | 165 |
| Val-Brillant         | Val-Brillant                           | 154 |
| Escuelas secundarias |                                        |     |
| Amqui                | Armand Saint-Onge                      | 718 |
| Causapscal           | Polivalente Forimont                   | 101 |
| Sayabec              | Polivalente de Sayabec                 | 143 |
| Cégep                |                                        |     |
| Amqui                | Centre matapédien d'études collégiales | 150 |

### Religión

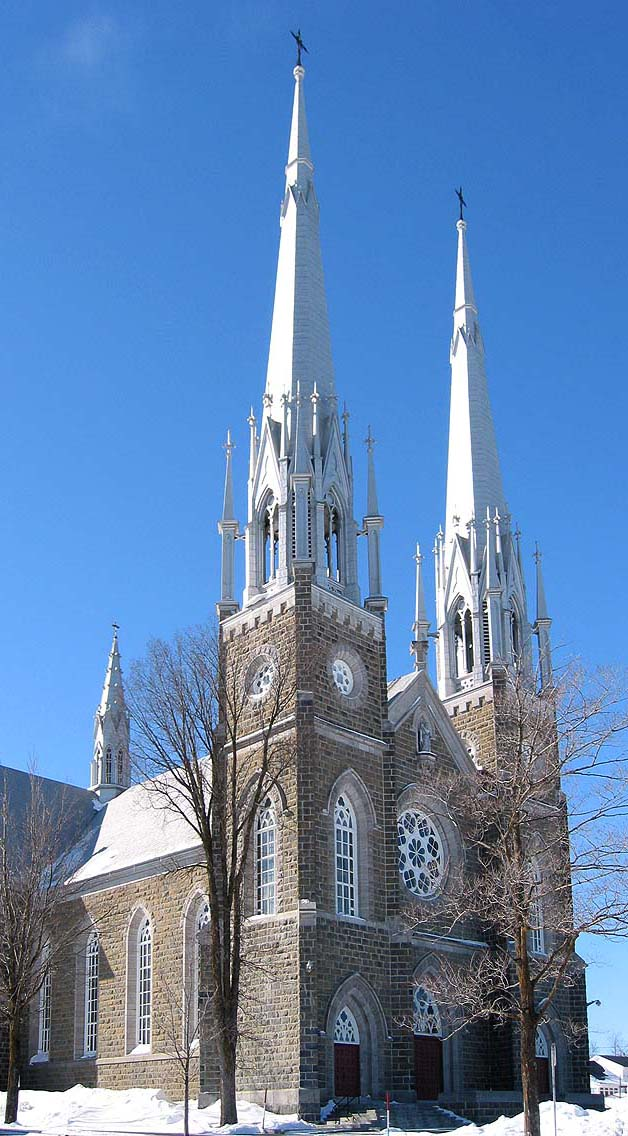
Iglesia Saint-Pierre-du-Lac de Val-Brillant.

Los habitantes de La Matapédia, al igual que el resto de quebequenses son católicos. El municipio regional pertenece a la arquidiócesis de Rimouski. Cada municipio tiene una parroquia católica cuyos límites son comunes a los de la municipalidad.
| Municipalidad                                                                                | Parroquia                         | Fecha de erección canónica |
| -------------------------------------------------------------------------------------------- | --------------------------------- | -------------------------- |
| Albertville                                                                                  | Saint-Raphaël                     | 20 de mayo de 1920         |
| Amqui                                                                                        | Saint-Joseph-Labre                | 15 de octubre de 1889      |
| Causapscal                                                                                   | Saint-Jacque-le-Majeur            | 21 de noviembre de 1896    |
| Lac-au-Saumon                                                                                | Saint-Edmond                      | 22 de enero de 1907        |
| Saint-Alexandre-des-Lacs                                                                     | Saint-Alexandre                   | 28 de enero de 1965        |
| Saint-Cléophas                                                                               | Saint-Cléophas                    | 17 de enero de 1921        |
| Saint-Damase                                                                                 | Saint-Damase                      | 4 de marzo de 1884         |
| Sainte-Florence                                                                              | Sainte-Florence                   | 19 de marzo de 1910        |
| Sainte-Irène                                                                                 | Sainte-Irène                      | 12 de marzo de 1948        |
| Saint-Léon-le-Grand                                                                          | Saint-Léon-le-Grand               | 9 de diciembre de 1907     |
| Santa-Marguerite-Marie                                                                       | Santa-Marguerite-Marie-Alacoque   | 30 de septiembre de 1931   |
| Saint-Moïse                                                                                  | Saint-Moïse                       | 1 de abril de 1873         |
| Saint-Noël                                                                                   | Saint-Noël-Chabanel               | 24 de octubre de 1951      |
| Saint-Tharcisius                                                                             | Saint-Tharcisius                  | 17 de mayo de 1926         |
| Saint-Vianney                                                                                | Saint-Jean-Baptiste-Marie-Vianney | 31 de mayo de 1926         |
| Saint-Zénon-du-Lac-Humqui                                                                    | Saint-Zénon                       | 1 de mayo de 1919          |
| Sayabec                                                                                      | Saint-Nom-de-Marie                | 21 de noviembre de 1894    |
| Val-Brillant                                                                                 | Saint-Pierre-du-Lac               | 19 de septiembre de 1889   |
| En cursiva: Parroquias anexadas o transferidas, o sus iglesias han sido cerradas o vendidas. |                                   |                            |

## Comunidades locales
Hay 18 municipios y 7 territorios no organizados en el MRC de La Matapédia.
| Código | Nombre                    | Tipo                     | Fecha de constitución | Superficie total (km²) | Superficie agua (km²) | Superficie tierra (km²) | Población 2015 | Gentilicio (en francés) | Densidad (hab./km²) | DT | Número de concejales | CEP                | CEF                               |
| ------ | ------------------------- | ------------------------ | --------------------- | ---------------------- | --------------------- | ----------------------- | -------------- | ----------------------- | ------------------- | -- | -------------------- | ------------------ | --------------------------------- |
| 07005  | Sainte-Marguerite-Marie   | Municipio                | 01.01.1957            | 86,59                  | 0,05                  | 86,54                   | 189            | Margueritien, ne*       | 2,2                 | S  | 6                    | Matane-Matapédia   | Avignon—La Mitis—Matane—Matapédia |
| 07010  | Sainte-Florence           | Municipio                | 12.04.1911            | 103,43                 | 0,50                  | 102,93                  | 394            | Florencien, ne*         | 3,8                 | S  | 6                    | Matane-Matapédia   | Avignon—La Mitis—Matane—Matapédia |
| 07018  | Causapscal                | Ciudad                   | 31.12.1997            | 162,30                 | 1,15                  | 161,15                  | 2315           | Causapscalien, ne*      | 14,4                | D  | 6                    | Matane-Matapédia   | Avignon—La Mitis—Matane—Matapédia |
| 07025  | Albertville               | Municipio                | 19.11.1930            | 104,62                 | 1,14                  | 103,48                  | 241            | Albertvillois, e*       | 2,3                 | S  | 6                    | Matane-Matapédia   | Avignon—La Mitis—Matane—Matapédia |
| 07030  | Saint-Léon-le-Grand       | Parroquia                | 12.08.1903            | 129,54                 | 1,02                  | 128,52                  | 939            | Léonais, e*             | 7,3                 | S  | 6                    | Matane-Matapédia   | Avignon—La Mitis—Matane—Matapédia |
| 07035  | Saint-Zénon-du-Lac-Humqui | Parroquia                | 28.04.1920            | 114,96                 | 2,16                  | 112,80                  | 358            | Lac-Humquien, ne*       | 3,2                 | S  | 6                    | Matane-Matapédia   | Avignon—La Mitis—Matane—Matapédia |
| 07040  | Sainte-Irène              | Parroquia                | 01.01.1953            | 136,44                 | 1,90                  | 134,54                  | 353            | Irénien, ne*            | 2,6                 | S  | 6                    | Matane-Matapédia   | Avignon—La Mitis—Matane—Matapédia |
| 07047  | Amqui                     | Ciudad                   | 16.01.1991            | 128,25                 | 5,87                  | 122,38                  | 6146           | Amquien, ne⁰            | 50,2                | D  | 6                    | Matane-Matapédia   | Avignon—La Mitis—Matane—Matapédia |
| 07057  | Lac-au-Saumon             | Municipio                | 17.12.1997            | 85,09                  | 4,41                  | 80,68                   | 1396           | Saumonois, e*           | 17,3                | D  | 6                    | Matane-Matapédia   | Avignon—La Mitis—Matane—Matapédia |
| 07065  | Saint-Alexandre-des-Lacs  | Parroquia                | 01.01.1965            | 91,56                  | 1,72                  | 89,84                   | 279            | Alexandrien, ne*        | 3,1                 | S  | 6                    | Matane-Matapédia   | Avignon—La Mitis—Matane—Matapédia |
| 07070  | Saint-Tharcisius          | Parroquia                | 04.12.1937            | 79,37                  | 0,31                  | 79,06                   | 425            | -                       | 5,4                 | S  | 6                    | Matane-Matapédia   | Avignon—La Mitis—Matane—Matapédia |
| 07075  | Saint-Vianney             | Municipio                | 27.08.1926            | 146,22                 | 0,79                  | 145,43                  | 480            | Viannois, e*            | 3,3                 | S  | 6                    | Matane-Matapédia   | Avignon—La Mitis—Matane—Matapédia |
| 07080  | Val-Brillant              | Municipio                | 20.12.1986            | 91,71                  | 13,82                 | 77,89                   | 946            | Val-Brillantois, e*     | 12,1                | S  | 6                    | Matane-Matapédia   | Avignon—La Mitis—Matane—Matapédia |
| 07085  | Sayabec                   | Municipio                | 24.12.1982            | 140,32                 | 9,07                  | 131,25                  | 1788           | Sayabecois, e⁰          | 13,6                | S  | 6                    | Matane-Matapédia   | Avignon—La Mitis—Matane—Matapédia |
| 07090  | Saint-Cléophas            | Parroquia                | 19.05.1921            | 98,49                  | 0,65                  | 97,84                   | 331            | Saint-Cléophassien, ne* | 3,4                 | S  | 6                    | Matane-Matapédia   | Avignon—La Mitis—Matane—Matapédia |
| 07095  | Saint-Moïse               | Parroquia                | 01.01.1878            | 111,52                 | 1,62                  | 109,90                  | 551            | Moïsien, ne*            | 5,0                 | S  | 6                    | Matane-Matapédia   | Avignon—La Mitis—Matane—Matapédia |
| 07100  | Saint-Noël                | Pueblo                   | 12.10.1906            | 45,26                  | 0,78                  | 44,48                   | 429            | Saint-Noëlois, e*       | 9,6                 | S  | 6                    | Matane-Matapédia   | Avignon—La Mitis—Matane—Matapédia |
| 07105  | Saint-Damase              | Parroquia                | 13.12.1878            | 119,60                 | 3,41                  | 116,19                  | 410            | -                       | 3,5                 | S  | 6                    | Matane-Matapédia   | Avignon—La Mitis—Matane—Matapédia |
| 07902  | Routhierville             | Territorio no organizado | .                     | 630,55                 | 3,05                  | 627,50                  | 15             | -                       | 0,0                 | …  | …                    | Matane-Matapédia   | Avignon—La Mitis—Matane—Matapédia |
| 07904  | Rivière-Vaseuse           | Territorio no organizado | 01.01.1986            | 274,61                 | 0,42                  | 274,19                  | -              | -                       | -                   | …  | …                    | Matane-Matapédia   | Avignon—La Mitis—Matane—Matapédia |
| 07906  | Rivière-Patapédia-Est     | Territorio no organizado | 01.01.1986            | 15,64                  | 0,05                  | 15,59                   | -              | -                       | -                   | …  | …                    | Matane-Matapédia   | Avignon—La Mitis—Matane—Matapédia |
| 07908  | Lac-Casault               | Territorio no organizado | .                     | 1435,29                | 9,91                  | 1425,38                 | 5              | -                       | 0,0                 | …  | …                    | Matane-Matapédia   | Avignon—La Mitis—Matane—Matapédia |
| 07910  | Ruisseau-des-Mineurs      | Territorio no organizado | 01.01.1986            | 939,94                 | 2,86                  | 937,08                  | -              | -                       | -                   | …  | …                    | Matane-Matapédia   | Avignon—La Mitis—Matane—Matapédia |
| 07912  | Lac-Alfred                | Territorio no organizado | 01.01.1986            | 77,05                  | 0,07                  | 76,98                   | -              | -                       | -                   | …  | …                    | Matane-Matapédia   | Avignon—La Mitis—Matane—Matapédia |
| 07914  | Lac-Matapédia             | Territorio no organizado | .                     | 83,34                  | 13,03                 | 70,31                   | 5              | -                       | 0,1                 | …  | …                    | Matane-Matapédia   | Avignon—La Mitis—Matane—Matapédia |
| 070    | La Matapédia              | MRC                      | 01.01.1982            | 5431,69                | 79,76                 | 5351,93                 | 17 995         | Matapédien, ne*         | 3,4                 | …  | …                    | ' Matane-Matapédia | Avignon—La Mitis—Matane—Matapédia |

DT división territorial, D distritos, S sin división; CEP circunscripción electoral provincial, CEF circunscripción electoral federal; * Oficial, ⁰ No oficial